# Roybridge
Roybridge är en by i Highland i Skottland. Byn är belägen 5 km 
från Spean Bridge. Orten har 565 invånare (2011).